# Уоткинс Глен Интернешънал
Уоткинс Глен Интернешънал (на английски: Watkins Glen International) е писта за провеждане на автомобилни състезания, намираща се близо до село Уоткинс Глен, щата Ню Йорк, САЩ. Пистата е открита през 1956 г. и оттогава домакинства на състезания от най-различен калибър - Формула 1 за Голямата награда на САЩ, Чемп Кар, Индикар, НАСКАР, Формула Либре и др.

## История
Първото автомобилно състезание в Уоткинс Глен се провежда през 1948 г. по инициатива на Камерън Аргетсингър, известен адвокат и автомобилен ентусиаст. То носи името Уоткинс Глен Гран При и се провежда на обществени пътища. Дългото 10,6 километра трасе минава и през центъра на Уоткинс Глен, но след като през 1952 при катастрафа загива един зрител, а няколко други са ранени, мястото на провеждане е преместено на югозапад от селото. Новият маршрут е дълъг 7,4 километра и отново използва обществени пътища. След три години е построена писта с дължина 3,78 километра, която повтаря част от предишното трасе. Първото професионално състезание на новата писта е от сериите НАСКАР, а за първото с международно участие е Формула Либре между 1958 и 1960 г., когато за участие пристигат Джак Брабам, Стърлинг Мос и др.
През 1961 г. организаторите на Голямата награда на САЩ решават тя да се проведе на Уоткинс Глен. Оттогава до 1980 г. стартът за Голямата награда на САЩ се превръща в традиционно състезание през есента, което привлича множество фенове. Отборите и пилотите също го харесват заради високия награден фон, често надвишаващ този на останалите състезания от календара. Три пъти то печели наградата на асоциацията на пилотите за най-добре организирано и проведено състезание - през сезони 1965, 1970 и 1972.
През тези години неделима част от надпреварата е Текс Хопкинс – човекът, който дава старт на състезанието. Облечен в светлолилав костюм и с пура в устата, той крачи с гръб към стартовата решетка, обръща се изведнъж и скачайки във въздуха развява зеления флаг. В края на състезанието Хопкинс повтаря изпълнението, този път с карирания флаг.
Преди състезанието през 1971 г. пистата е променена, като дължината е увеличена до 5,435 километра след добавянето на четири нови завоя (7, 8, 9 и 10 на картата). Освен това тя е разширена и преасфалтирана, а боксовете и старт-финалната права са преместени на правата преди 90-градусовият завой. Въпреки промените, пистата става доста опасна за по-бързите болиди от края на 70-те. Няколко тежки катастрофи (две със смъртни случаи - на пилотите Хелмут Кьониг и Франсоа Север) и хулигански прояви от страна на някои зрители започват да очернят имиджа на надпреварата. В крайна сметка през месец май 1981 г. състезанието е извадено от календара на Формула 1, защото организаторите не успяват да погасят дългове в размер на 800000 долара към отборите.
През годините редица други състезания също се провеждат на Уоткинс Глен и така пистата печели славата на една от най-важните писти в САЩ. След фалита и оттеглянето на Формула 1 през 1981 г. обаче тя не се използва за състезания в продължение на две години. През 1983 г. пистата се сдобива с нови собственици и отново започва да домакинства на състезания от различни серии. След редица нови инциденти на завоя Inner Loop и нов смъртен случай - на пилота от НАСКАР Дж. Д. Макдъфи през 1991 г. - сигурността на пистата отново е подобрена, а пред завоя е добавен шикан тип „автобусна спирка“.

## Резултати във Формула 1
| Година | Победител         | Болид          | Време         | Дължина на пистата | Обиколки | Средна скорост | Дата        |
| ------ | ----------------- | -------------- | ------------- | ------------------ | -------- | -------------- | ----------- |
| 1961   | Инес Айрлънд      | Лотус-Клаймакс | 2:13:45,800 ч | 3,701 км           | 100      | 166,010 км/ч   | 8 октомври  |
| 1962   | Джим Кларк        | Лотус-Клаймакс | 2:07:13,000 ч | 3,701 км           | 100      | 174,553 км/ч   | 7 октомври  |
| 1963   | Греъм Хил         | БРМ            | 2:19:22,100 ч | 3,701 км           | 110      | 175,267 км/ч   | 6 октомври  |
| 1964   | Греъм Хил         | БРМ            | 2:16:38,000 ч | 3,701 км           | 110      | 178,775 км/ч   | 4 октомври  |
| 1965   | Греъм Хил         | БРМ            | 2:20:36,100 ч | 3,701 км           | 110      | 173,729 км/ч   | 3 октомври  |
| 1966   | Джим Кларк        | Лотус-БМР      | 2:09:40,110 ч | 3,701 км           | 108      | 184,952 км/ч   | 2 октомври  |
| 1967   | Джим Кларк        | Лотус-Форд     | 2:03:13,200 ч | 3,701 км           | 108      | 194,631 км/ч   | 1 октомври  |
| 1968   | Джеки Стюарт      | Матра-Форд     | 1:59:20,290 ч | 3,701 км           | 108      | 200,962 км/ч   | 6 октомври  |
| 1969   | Йохен Ринт        | Лотус-Форд     | 1:57:56,840 ч | 3,701 км           | 108      | 203,332 км/ч   | 5 октомври  |
| 1970   | Емерсон Фитипалди | Лотус-Форд     | 1:57:32,790 ч | 3,701 км           | 108      | 204,025 км/ч   | 4 октомври  |
| 1971   | Франсоа Север     | Тирел-Форд     | 1:43:51,991 ч | 5,435 км           | 59       | 185,237 км     | 3 октомври  |
| 1972   | Джеки Стюарт      | Тирел-Форд     | 1:41:45,354 ч | 5,435 км           | 59       | 189,079 км/ч   | 8 октомври  |
| 1973   | Рони Петерсон     | Лотус-Форд     | 1:41:15,799 ч | 5,435 км           | 59       | 189,999 км/ч   | 7 октомври  |
| 1974   | Карлос Ройтеман   | Брабам-Форд    | 1:40:21,439 ч | 5,435 км           | 59       | 191,714 км/ч   | 6 октомври  |
| 1975   | Ники Лауда        | Ферари         | 1:42:58,175 ч | 5,435 км           | 59       | 186,850 км/ч   | 5 октомври  |
| 1976   | Джеймс Хънт       | Макларън-Форд  | 1:42:40,741 ч | 5,435 км           | 59       | 187,379 км/ч   | 10 октомври |
| 1977   | Джеймс Хънт       | Макларън-Форд  | 1:58:23,267 ч | 5,435 км           | 59       | 162,516 км/ч   | 2 октомври  |
| 1978   | Карлос Ройтеман   | Ферари         | 1:40:48,800 ч | 5,435 км           | 59       | 190,847 км/ч   | 1 октомври  |
| 1979   | Жил Вилньов       | Ферари         | 1:52:17,734 ч | 5,435 км           | 59       | 171,333 км/ч   | 7 октомври  |
| 1980   | Алън Джоунс       | Уилямс-Форд    | 1:34:36,050 ч | 5,435 км           | 59       | 203,380 км/ч   | 5 октомври  |